# Cappadonna
Cappadonna, pseudonimo di Darryl Hill (18 settembre 1969), è un rapper statunitense, affiliato al collettivo rap Wu-Tang Clan.

## Biografia
Cappadonna ha fatto il suo debutto con i singoli Ice Cream, Ice Water e Only Built 4 Cuban Linx, quest'ultimo realizzato in collaborazione con Raekwon. Alla fine del 1996, è apparso sulla scena "Winter Warz" per la colonna sonora di Don't Be a Menace to South Central While Drinking Your Juice in the Hood.
A fianco di Ghostface Killah, Masta Killa, U-God e Raekwon ha fatto diverse apparizioni di rilievo nel secondo album dei Wu-Tang Clan nel 1997, in particolare presso lo stand-out del primo singolo Triumph. Nel 1998 ha pubblicato il suo album esordio The Pillage con Razor Sharp Records e la produzione di RZA e True Master & Goldfingaz, inoltre con collaborazione di alcuni membri del Wu-Tang come U-God, Method Man e con vari affiliati del Wu-Tang Clan.
Nel 2003 ha pubblicato il terzo album Struggle, distribuito dalla Remedy Records e contenente collaborazioni con il Wu-Tang Clan.

## Vita privata
Cappadonna ha tre figlie e cinque figli, tra cui tre gemelli.

## Discografia

### Album in studio
- 1998 – The Pillage
- 2001 – The Yin and the Yang
- 2003 – The Struggle
- 2004 – 718 (con Theodore Unit)
- 2008 – The Cappatilize Project
- 2009 – Slang Prostitution
- 2011 – The Pilgrimage
- 2013 – Eyrth, Wynd and Fyre
- 2014 – Hook Off
- 2015 – The Pillage 2
- 2018 – Ear Candy
- 2020 – Black Is Beautiful
- 2021 – Black Tarrzann

### Singoli e EP
- 1996 – Don't Be a Menace soundtrack - track "Winter Warz"
- 1998 – Slang Editorial
- 1998 – Run
- 1999 – Black Boy
- 2001 – Super Model
- 2007 – Don't Turn Around
- 2009 – Somebody's Got to Go
- 2011 – Cuban Link Kings